# Świt Niemna
Świt Niemna (lit. Nemuno Aušra) – litewska partia polityczna założona w 2024 roku przez Remigijusa Žemaitaitisa.

## Historia
W 2023 roku Remigijus Žemaitaitis został zawieszony w prawach członka partii Wolność i Sprawiedliwość (której wcześniej był przewodniczącym). Powodem tego były jego antysemickie wypowiedzi, m.in. oskarżanie Rosjan i Żydów o uciskanie Litwinów w czasie II wojny światowej oraz spowodowanie masakry w Pirciupiach, w rzeczywistości dokonanej przez oddziały SS.

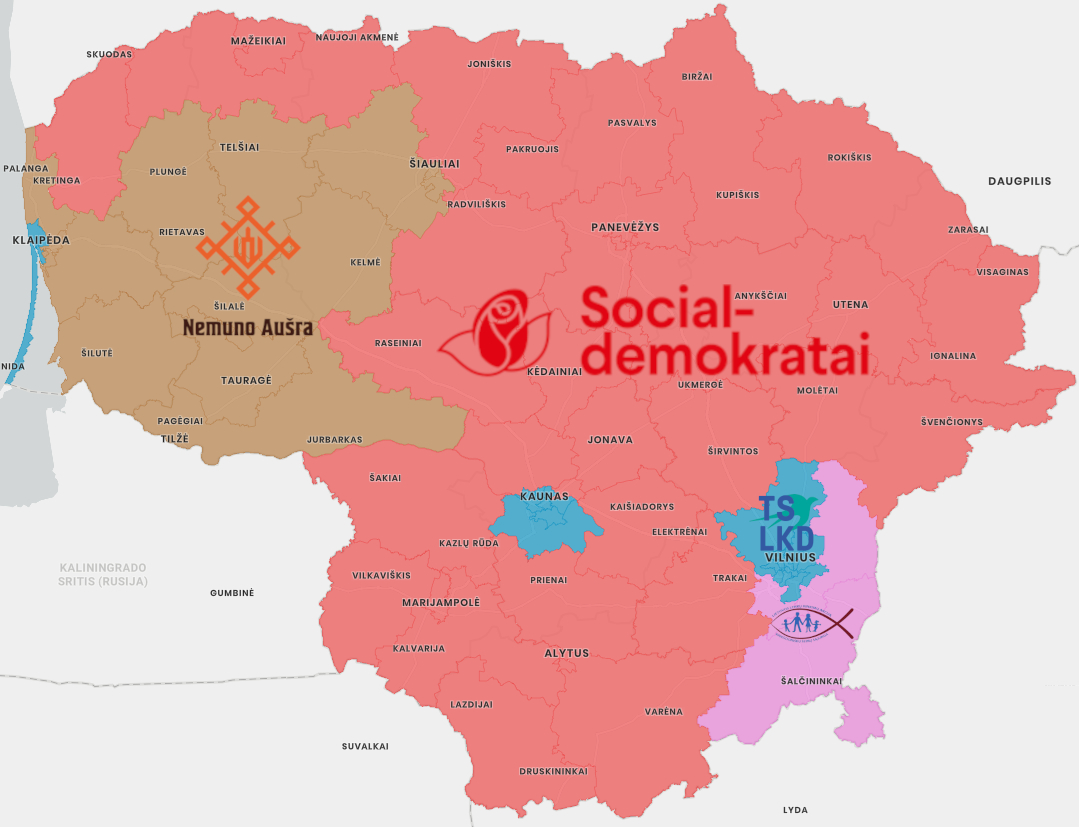
Zwycięzcy wyborów w 2024 roku w poszczególnych okręgach wielomandatowych - partia uzyskała największe poparcie na Żmudzi; Świt Niemna zaznaczony kolorem brązowym

W listopadzie 2023 roku Zemaitaitis ogłosił powstanie partii Świt Niemna, która oficjalnie została zarejestrowana w styczniu 2024 roku. W czerwcu 2024 roku partia uzyskała reprezentację w Sejmie, po tym, jak dołączył do niej jeden poseł Litewskiego Związku Rolników i Zielonych oraz dwóch posłów Partii Pracy. W październikowych wyborach do litewskiego parlamentu partia zdobyła około 15% głosów, zajmując trzecie miejsce. Uzyskała 20 mandatów. Gintautas Paluckas, kandydat na premiera zwycięskiej w wyborach Litewskiej Partii Socjaldemokratycznej, ogłosił, że socjaldemokraci (wbrew przedwyborczym deklaracjom) osiągnęli porozumienie ze Świtem Niemna i Związek Demokratów „W imię Litwy” w sprawie stworzenia koalicji rządowej. 11 listopada 2024 roku partia brała udział w podpisaniu umowy koalicyjnej - zgodnie z jej założeniami mają jej przypaść trzy teki w rządzie - funkcje ministrów: rolnictwa, środowiska i sprawiedliwości. Prezydent Litwy Gitanas Nauseda zapowiedział, iż nie poprze kandydatów z partii Świt Niemna, a jedynie dopuszcza poparcie kandydatów technokratycznych z rekomendacji partii.
Partia udzieliła poparcia rządowi Gintautasa Paluckasa. Stanowiska ministra w rządzie Paluckasa nie objął żaden członek Świtu Niemna, jednak bezpartyjni: minister środowiska Povilas Poderskis, minister rolnictwa Ignas Hofmanas oraz minister sprawiedliwości Rimantas Mockus objęli stanowisko z rekomendacji tej partii.

## Poglądy
Oficjalnie partia deklaruje się jako centrolewicowa, chadecka i wspierająca klasyczny liberalizm. Tym niemniej przez media określana jest mianem populistycznej i nacjonalistycznej, prawicowej, prawicowo-nacjonalistycznej, centroprawicowej, eurosceptycznej i antysystemowej. W czasie kampanii wyborczej konserwatywne ugrupowania nazywały partię i jej lidera mianem „faszystów” i zwolenników obozu prorosyjskiego, choć ani wypowiedzi, ani program partii nie potwierdzają tych tendencji. Partia uznaje Rosję za agresora i deklaruje chęć pomocy Ukrainie, lecz nie kosztem Litwy. Nie odrzuca pomocy dla Ukrainy, lecz deklaruje, że Litwa powinna móc handlować z Rosją, gdy robią to inne państwa Zachodu.
Według ocen publicystów partia przejęła najwięcej głosów od dawnych wyborców Litewskiego Związku Rolników i Zielonych, a także Litewskiej Partii Regionów oraz Partii Pracy.
Niektóre media oskarżały ją o antysemityzm, antysyjonizm, antypolonizm i prorosyjskość.
W momencie wyborów parlamentarnych na Litwie w 2024 roku deklarowano, że partia nie dysponowała zdolnością koalicyjną, bowiem główne litewskie partie odrzuciły możliwość tworzenia koalicji ze Świtem Niemna. Przez media sytuacja partii była porównywana do sytuacji AfD w Niemczech. Pomimo tego, że największe partie przed wyborami odrzuciły możliwość włączenia Świtu Niemna do koalicji rządzącej, ugrupowania podpisało umowę koalicyjną z Litewską Partią Socjaldemokratyczną i Związkiem Demokratów W imię Litwy.
Partia opowiada się między innymi za ulgami podatkowymi dla rodzin wielodzietnych, ogłoszeniem czteroletniego moratorium na reformy w zakresie zdrowia i edukacji, ogłoszeniem dwuletniego moratorium na zmiany podatkowe, utworzeniem banku państwowego "Pogoń", wsparciem rozwoju małych i średnich firm, zwróceniem większej uwagi na społeczną misję przedsiębiorstw państwowych, utworzeniem Krajowego Funduszu Drogowego na wzór Polski, upaństwowieniem koncernu Ignitis, regulacją cen energii elektrycznej i gazu ziemnego, promowaniem zielonej energii i zatrzymaniem wylesiania, powstrzymaniem Zielonego Ładu, odpolitycznieniem Centrum Badania Ludobójstwa i Ruchu Oporu Mieszkańców Litwy, obniżeniem liczby podpisów koniecznej do złożenia inicjatywy referendalnej, powstrzymaniem centralizacji usług publicznych, upublicznieniem listy współpracowników KGB, odpolitycznieniem Sądu Konstytucyjnego, prowadzeniem polityki zagranicznej opierającej się na bezpieczeństwie kraju i dobru obywateli, rozwojem edukacji obywatelskiej i równością obywateli Litwy niezależnie od przynależności do danej grupy mieszkańców tego kraju oraz niepodnoszeniem podatków dla najgorzej zarabiających, w tym przede wszystkim podatków konsumpcyjnych.
Lider partii Zeimaitaitis określa siebie jako konserwatywnego liberała. Jest zwolennikiem przywrócenia kary śmierci i legalizacji jednopłciowych związków partnerskich, lecz nie jednopłciowych małżeństw. Sprzeciwia się ratyfikacji konwencji stambulskiej. Twierdzi, że jego komentarze nie są skierowane przeciw Żydom, lecz przeciw Izraelowi; stwierdził, że poparłby karę śmierci dla Binjamina Netanjahu za izraelskie zbrodnie popełniane w czasie wojny Izraela z Hamasem.
Michał Kamiński nazwał partię „siłą jawnie szowinistyczną i antysemicką”. 
W koalicji rządowej partia opowiadała się za weryfikacją wydatków budżetowych Litwy i przesunięciem większych środków na obronność, ochronę granic, szkolenia wojskowe i obronę cywilną (zwłaszcza w obliczu inwazji Rosji na Ukrainę). 

## Barwy i logo
Barwą charakterystyczną dla partii jest kolor pomarańczowy. W logo partii znajdują się stylizowane słupy Giedymina na tle litewskiego motywu haftu; całość w barwie pomarańczowej.

## Poparcie w wyborach
| Wybory | Poparcie (lista krajowa) | Zmiana punktów procentowych | Lista krajowa | Zmiana | Okręgi jednomandatowe | Zmiana | Suma |
| ------ | ------------------------ | --------------------------- | ------------- | ------ | --------------------- | ------ | ---- |
| 2024   | 14,99%                   | –                           | 14            | –      | 6                     | –      | 20   |